# Сейфуей
„Сейфуей“ (на английски: Safeway) е третата по големина верига супермаркети в Северна Америка. Базирана е в град Плезантън, Район на Санфранциския залив, щат Калифорния, САЩ.
Компанията е създадена през 1915 г. Търгува се на Нюйоркската стокова борса под символа SWY. Разполага с над 1800 супермаркета. Има 208 000 служители.